# 남위 35도
남위 35도는 적도로부터 남쪽으로 35도 떨어진 위선이다. 대서양, 인도양, 오스트랄라시아, 태평양, 남아메리카를 지난다. 이 위도에서의 일조시간은 하지에는 14시간 31분, 동지에는 9시간 45분이다.

## 지나가는 지역

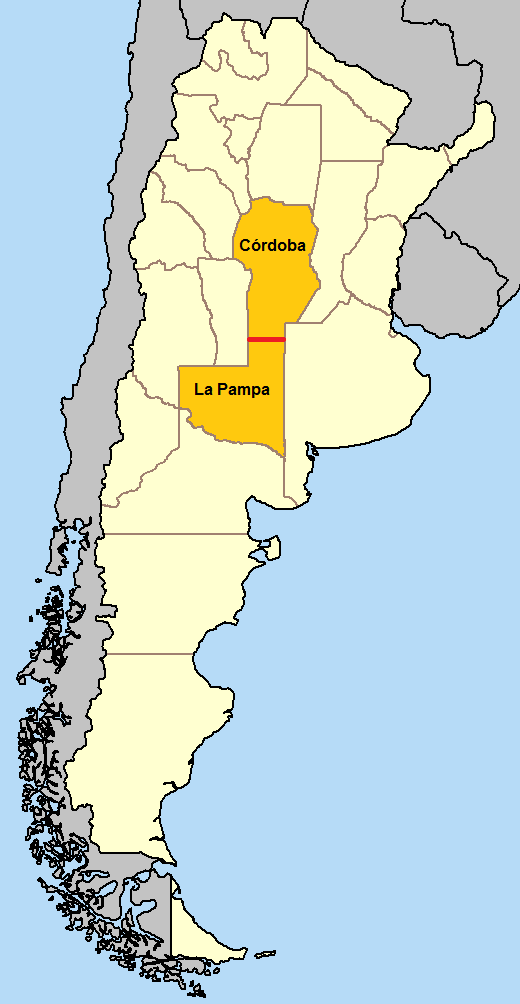
남위 35도선은 아르헨티나의 코르도바주와 라팜파주의 경계선이다.

남위 35도선은 본초 자오선의 동쪽 방향으로 다음 지역들을 지나간다.
| 좌표                                                    | 국가, 지역, 해역 | 비고                                                                                                |
| ------------------------------------------------------- | ---------------- | --------------------------------------------------------------------------------------------------- |
| 남위 35° 0′ 동경 0° 0′  / 남위 35.000° 동경 0.000°      | 대서양           | |
| 남위 35° 0′ 동경 20° 0′  / 남위 35.000° 동경 20.000°    | 인도양           | 남아프리카 공화국의 아굴라스곶(아프리카의 최남단) 남쪽을 통과                                       |
| 남위 35° 0′ 동경 116° 28′  / 남위 35.000° 동경 116.467° | 오스트레일리아   | 웨스턴오스트레일리아주                                                                              |
| 남위 35° 0′ 동경 118° 12′  / 남위 35.000° 동경 118.200° | 인도양           | |
| 남위 35° 0′ 동경 135° 56′  / 남위 35.000° 동경 135.933° | 오스트레일리아   | 사우스오스트레일리아주 - 에어반도와 시슬섬 사이를 통과                                              |
| 남위 35° 0′ 동경 136° 10′  / 남위 35.000° 동경 136.167° | 인도양           | 스펜서만                                                                                            |
| 남위 35° 0′ 동경 136° 58′  / 남위 35.000° 동경 136.967° | 오스트레일리아   | 사우스오스트레일리아주 - 요크반도                                                                   |
| 남위 35° 0′ 동경 137° 45′  / 남위 35.000° 동경 137.750° | 인도양           | 세인트빈센트만                                                                                      |
| 남위 35° 0′ 동경 138° 30′  / 남위 35.000° 동경 138.500° | 오스트레일리아   | 사우스오스트레일리아주 - 애들레이드 남쪽을 통과 빅토리아주 뉴사우스웨일스주                         |
| 남위 35° 0′ 동경 150° 47′  / 남위 35.000° 동경 150.783° | 태평양           | 태즈먼해                                                                                            |
| 남위 35° 0′ 동경 173° 9′  / 남위 35.000° 동경 173.150°  | 뉴질랜드         | 북섬                                                                                                |
| 남위 35° 0′ 동경 173° 57′  / 남위 35.000° 동경 173.950° | 태평양           | |
| 남위 35° 0′ 서경 72° 11′  / 남위 35.000° 서경 72.183°   | 칠레             | 리베르타도르 헤네랄 베르나르도 오이긴스주                                                           |
| 남위 35° 0′ 서경 70° 21′  / 남위 35.000° 서경 70.350°   | 아르헨티나       | 코르도바주와 라팜파주의 경계선과 일치                                                               |
| 남위 35° 0′ 서경 57° 35′  / 남위 35.000° 서경 57.583°   | 대서양           | 우루과이 - 몬테비데오 남쪽 라플라타강 하구를 통과 우루과이 - 푼타델에스테와 로보스 제도 사이를 통과 |

## 같이 보기
- 남위 34도
- 남위 36도